# Trigger (EP)
Trigger es un EP de la banda sueca de death metal melódico In Flames, lanzado en el 2003, un año después de haber lanzado su álbum Reroute to Remain.

## Lista de canciones
| N.º | Título                                   | Duración |  |
| 1.  | «Trigger (Edit)»                         | 4:04     |  |
| 2.  | «Watch Them Feed»                        | 3:12     |  |
| 3.  | «Land of Confusion (Genesis cover)»      | 3:22     |  |
| 4.  | «Cloud Connected (Club Connected Remix)» | 4:11     |  |
| 5.  | «Moonshield (C64 Karaoke version)»       | 2:36     |  |

| Enhanced CD |                                   |          |  |
| N.º         | Título                            | Duración |  |
| 1.          | «Trigger» (video musical)         |          |  |
| 2.          | «Cloud Connected» (video musical) |          |  |

## Video
El video musical del sencillo Trigger comienza con In Flames tocando en un club y son constantemente fastidiados y abucheados por los miembros de la banda Soilwork, con escenas intercaladas de otros incidentes entre las dos bandas. El video de la canción Rejection Role aparece mostrando la misma situación pero al revés: Soilwork toca su canción mientras que In Flames son ahora los busca-pleitos. En cada video el color del escenario es diferente: el de In Flames es azul y el de Soilwork es rojo. En ambos vídeos se muestra a cada una de las bandas conduciendo una camioneta pick-up. Aunque popularmente se cree que la tensión y la rivalidad entre las dos bandas es real, los miembros tanto de Soilwork como de In Flames son muy buenos amigos, y la idea de crear ambos vídeos con esa trama fue planeada por ellos como una broma.

## Créditos
- Anders Fridén – voz
- Björn Gelotte – guitarra
- Jesper Strömblad – guitarra
- Peter Iwers – bajo
- Daniel Svensson – batería